# Loquitz
Die Loquitz ist ein 33 Kilometer langer Nebenfluss der Saale in Bayern und Thüringen.

## Namensherkunft
Die Herkunft des Namens ist nicht mit letzter Sicherheit geklärt. Wahrscheinlich leitet sich der Name vom slawischen Lukavica her. Die Loquitz wäre dann der Wiesenbach. Die Eindeutschung müsste in diesem Fall vergleichsweise spät erfolgt sein. Möglich ist auch das frühere Vorhandensein eines Tümpels (slaw. lokva). Dies ist jedoch fraglich, da andere gleichnamige Orte wie Lockwitz oder der Lockwitzbach mit einem u belegt sind.

## Geographie

### Verlauf
Sie entspringt im Frankenwald auf etwa 690 Meter Höhe am Westhang des Wetzsteins, südlich der Schieferstadt Lehesten und unweit des Rennsteigs im Landkreis Saalfeld-Rudolstadt. Quellnah durchfließt sie den Kießlichbruch (NSG Staatsbruch) nach Norden, verläuft dann ein Stück weit auf der thüringisch-bayerischen Landesgrenze und wendet sich kurz nach Westen; sie verläuft nunmehr zunächst in Bayern. Ab Ludwigsstadt durchfließt sie in nördlicher Richtung ein enges, tiefes Tal, in dem auch die B 85 und die Frankenwaldbahn Saalfeld–Kronach verlaufen; von Süden fließt ihr der Haßbach zu. Unterhalb von Ludwigsstadt windet sich die Loquitz in einem S-Bogen, vorbei an der Burg Lauenstein und der Thüringer Warte, über die Landesgrenze nach Thüringen. Dort liegt der Ort Probstzella mit dem ehemaligen Grenzbahnhof und dem Haus des Volkes. Nun fließt sie weiter durchs waldreiche Thüringer Schiefergebirge in einem klammartigen Tal, bevor sie bei Hockeroda ihren einzigen größeren Nebenfluss, die Sormitz, von rechts aufnimmt. Etwa zwei Kilometer nördlich von Hockeroda, in Eichicht unterhalb des Schlosses Eichicht, mündet die Loquitz auf etwa 230 Meter Meereshöhe von Süden in die Sächsische Saale.
500 m vor der Mündung wird über einen Graben Wasser für die Eichichter Loquitzmühle entnommen. Der Graben mündet 70 m oberhalb der Loquitz-Mündung in die Saale.

### Zuflüsse
Von der Quelle zur Mündung. Auswahl.
- Heubach, von rechts vor dem Kießlichbruch bei Lehesten
- Aubach, von rechts bei Lehesten
- Grebbach, von Süden unterhalb Wetzstein / Viadukt Lehesten
- Günzelbach, von rechts vor Ludwigsstadt-Ottendorf
- Haßbach, von links in Ludwigsstadt
- Trogenbach, von links in Ludwigsstadt
- Taugwitz, von links in Ludwigsstadt-Unterneuhüttendorf
- Fischbach, von rechts gegenüber der Fischbachsmühle nach Ludwigsstadt-Lauenstein
- Steinbach, von rechts entlang der bayerisch-thüringischen Grenze bei Ludwigsstadt-Falkenstein
- Zopte, von links in Probstzella
- Gölitz, von links bei Probstzella-Marktgölitz
- (Bach aus dem Wolfstal), von links in Probstzella-Oberloquitz
- Gammigbach, von links nach Oberloquitz
- Reichenbach, von rechts zwischen Oberloquitz und Probstzella-Schaderthalmühle
- Schweinbach, von rechts nach Probstzella-Unterloquitz
- Sormitz, von rechts bei Kaulsdorf-Hockeroda